# مایک لیوینگستون (ورزشکار)
مایک لیوینگستون (انگلیسی: Mike Livingston؛ زادهٔ september ۲۱, ۱۹۴۸ (۷۶ سال)) ورزشکار روئینگ اهل ایالات متحده آمریکا است.
وی در مسابقات کشوری و بین‌المللی در مجموع برندهٔ ۱ مدال نقره شده‌است.